# Vladimir Olshansky
Pour les articles homonymes, voir Olshansky.
Vladimir Olshansky (en russe : Владимир Ольшанский, Vladimir Olchanski), né le 9 août 1947 à Saint-Pétersbourg (Russie), est un acteur, clown, directeur artistique et compositeur, diplômé de l'École nationale du cirque et de l'art de la scène (Государственное училище циркового и эстрадного искусства им. М. Н. Румянцева (Карандаша) (ГУЦЭИ)). Russe d'origine, il a pris la nationalité américaine, et il vit ensuite en Italie.

## Période russe
Vladimir Moïsseïevitch Olchanski (en russe : Владимир Моисеевич Ольшанский) naît le 9 août 1947 à Saint-Pétersbourg.
Vladimir Olshansky développe sa vision du théâtre de clown et son propre style comme acteur, qui s'exprime dans sa « comédie métaphysique ». Sa vision est basée sur les maîtres du film muet : Charlie Chaplin, Max Linder et Buster Keaton, ainsi que des directeurs russes comme Meyerhold et Vakhtangov. Il débute l'école de théâtre à l'âge de 16 ans avec Anatoly Shaginian et participe au spectacle sur Brecht. En 1970, Vladimir est diplômé de l'École du cirque de Moscou. Il travaille ensuite au Théâtre pour jeunes de Krasnoïarsk avec les directeurs Cama Ginkas (en) et Geta Yanovskaya.
Le clown russe Leonid Yengibarov, le premier à marier les arts du théâtre et du cirque, impressionne Vladimir et lui donne l'idée de créer, un jour, sa propre compagnie. Durant les années 1970 et 1980, Vladimir collabore avec de nombreux artistes russes. Il crée son spectacle « Le Cygne » (The Swan) et reçoit un prix au Concours international de divertissement de Moscou (International Moscow Entertainment Competition). Puis il crée d'autres one-man-shows : « The time of fun » (Час Потехи), « That's the Life » (Такая жизнь), « Love and Clowns » (Любовь и Клоуны, avec sa femme Yelena, sa partenaire à cette époque). Il se produit au Théâtre national de Léningrad (Ленингрдский Государственный Театр Эстрады).
En tant que compositeur, Vladimir crée de nombreux chants, avec les mots de poètes russes tels que Alexander Blok, Alexandre Pouchkine et Alexis Konstantinovitch Tolstoï. Il gagne un concours pour jeunes compositeurs avec son chant sur les paroles de l'écrivain et poète russe Alexandre Grine.
Vladimir Olshansky fonde avec Slava Polounine la compagnie de clowns Teatr Licedei. Il étudie la direction à l'Institut de théâtre de Léningrad (ЛГИТМИК).

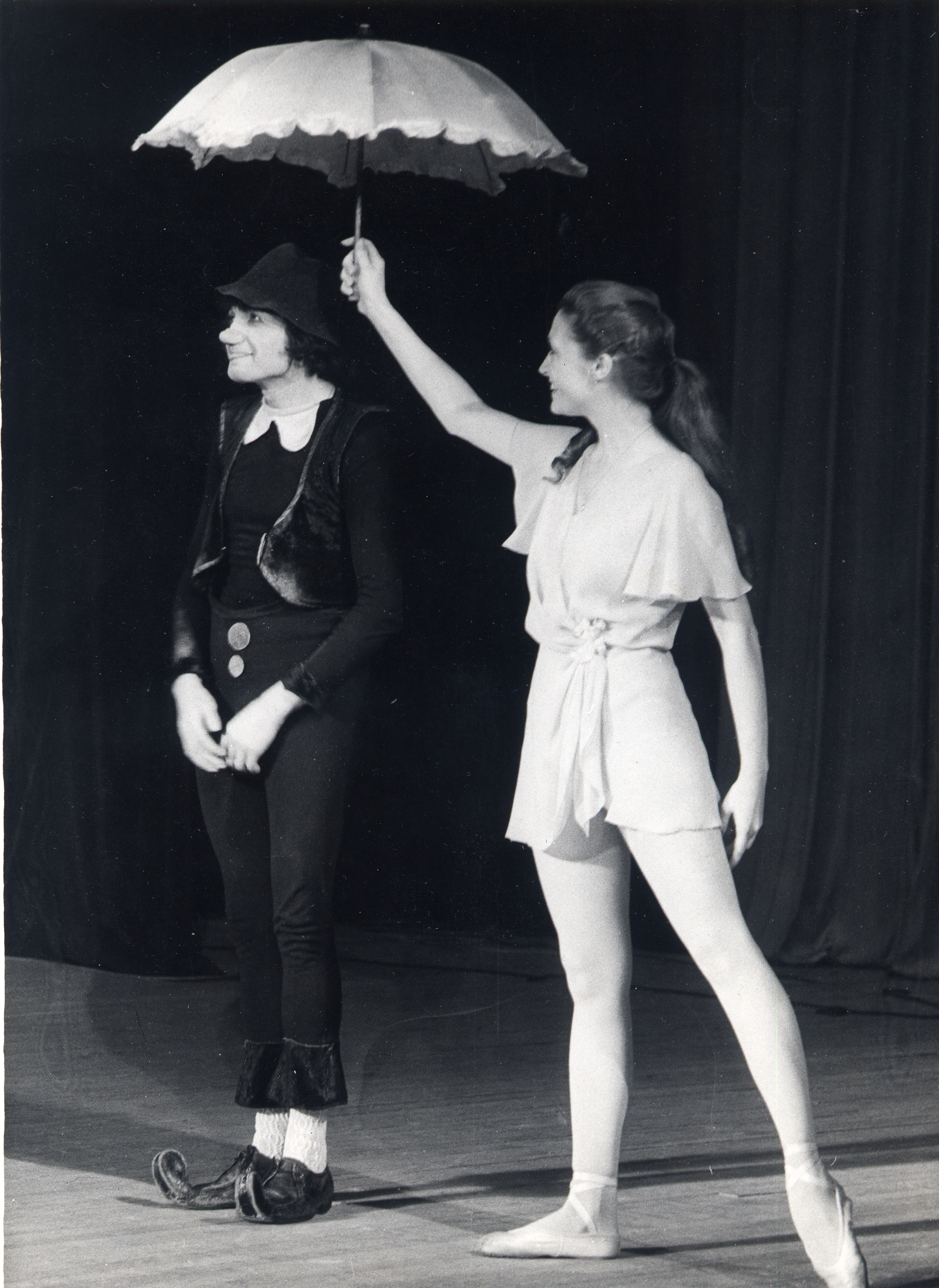
Avec Yelena Olshansky, Léningrad, 1974
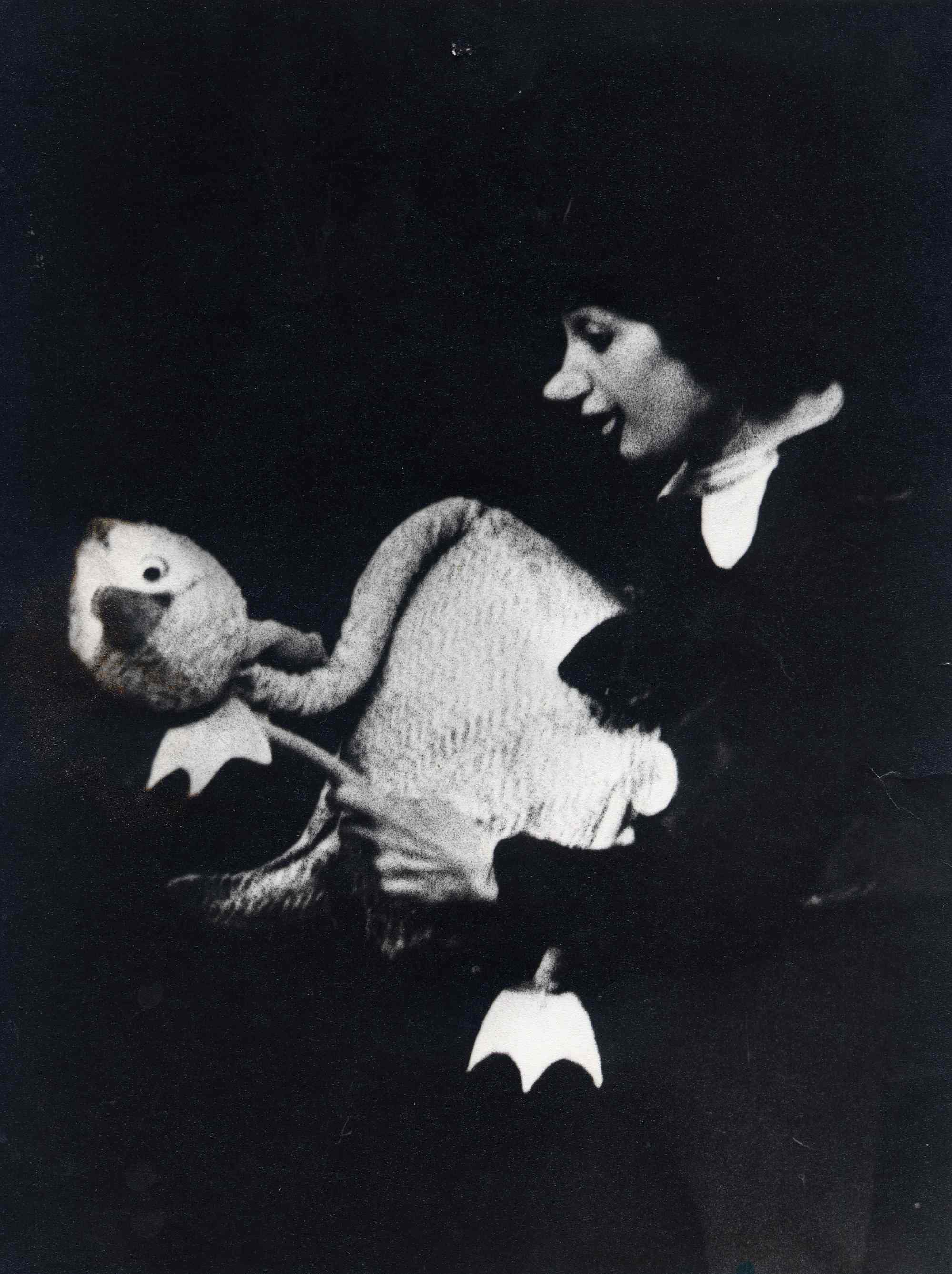
« The Swan », théâtre de Saint-Pétersbourg, 1977

## Période américaine
En 1980, Vladimir émigre à New York et est attiré par la possibilité de mettre ses talents à disposition de ceux qui ont un réel besoin de sourires et de rires : les enfants malades.  Il rejoint l'équipe de Michael Christensen et développe son travail de clown-acteur et de directeur. Il supervise les clowns hospitaliers de l'Unité de soins des clowns (Clown Care Unit) du Big Apple Circus (en). Vladimir crée un cours de master pour acteurs-clowns, qu'il donne à l'Université de Caroline du Nord. Il fait par ailleurs un one-man-show à La MaMa Experimental Theatre Club (La MaMa E.T.C.) de New York.
Il joue le rôle principal du « Clown Jaune » (Yellow Clown) dans le Slava's Snowshow de Slava Polounine, au Théâtre Old Vic de Londres ainsi qu'en d'autres lieux en Europe et aux États-Unis.
En 2000 débute la collaboration de Vladimir avec le Cirque du Soleil canadien, pour le spectacle « Alegria ». Il est clown et acteur invité pour les tournées en Australie et en Nouvelle-Zélande. Après une pause, il reprend sa collaboration en 2004 à New York, Philadelphie et Toronto.

## Période italienne

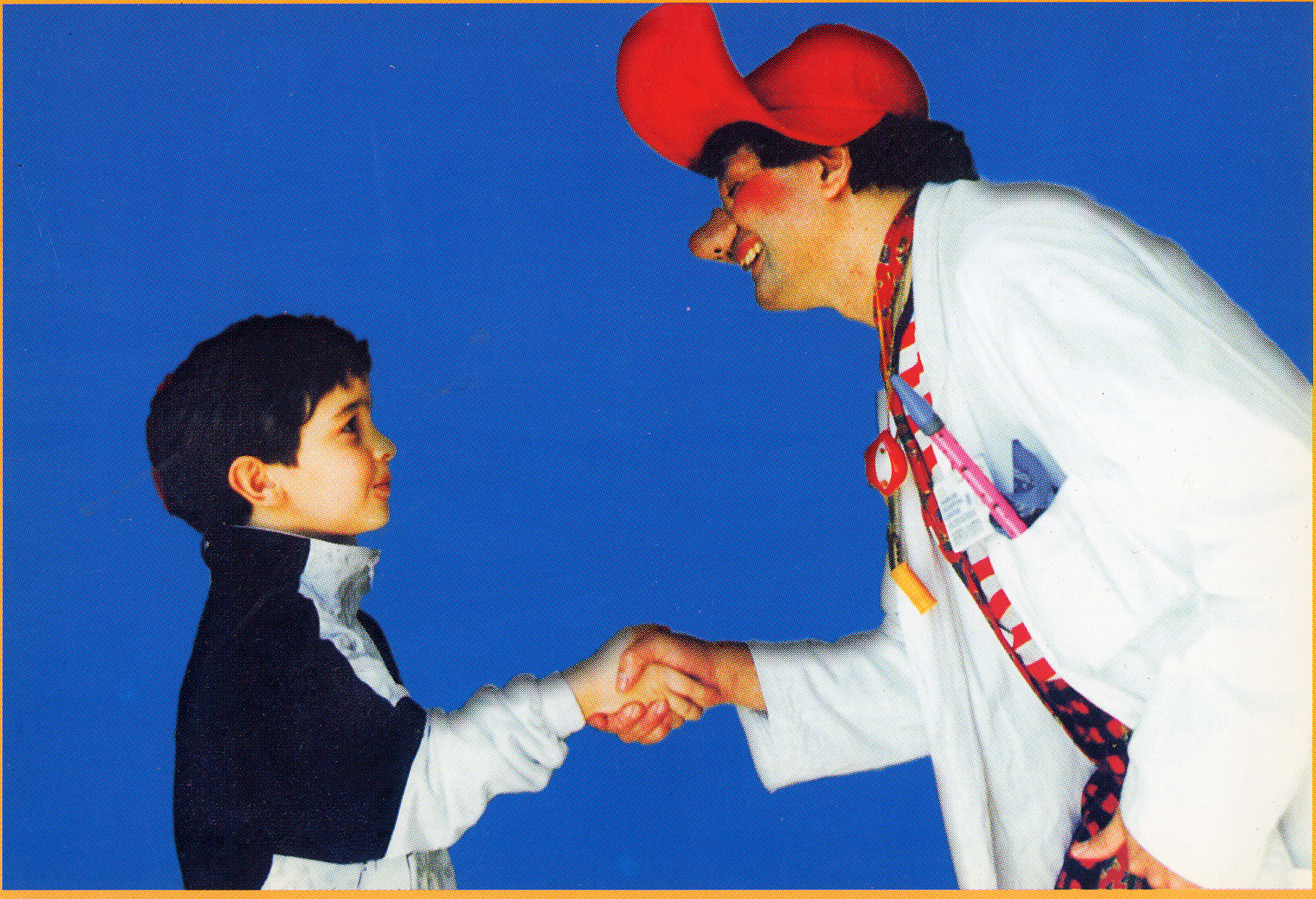
Vladimir Olshansky en « Dr. Bobo » à l'hôpital pédiatrique Meyer de Florence, Italie, 1999

En Italie, Vladimir, son frère Yury (acteur et cinéaste) et Caterina Turi Bicocchi (actrice et directrice), fondent en 1996 Soccorso Clown Societa, une organisation sans but lucratif dont il devient le directeur artistique. Vladimir et Yury créent le projet de formation européen « Clown in Corsia » dont le but est de former des clowns hospitaliers professionnels. Soccorso Clown, sous la supervision des frères Olshansky, introduit cette nouvelle profession dans de nombreux hôpitaux italiens, dont Rome, Florence, Sienne, Prato, Naples, Modène, dans les Pouilles, à Foggia et Crémone. Les clowns de Soccorso Clown, avec la collaboration de Vladimir et son équipe, ont rendu visite à plus de 40 000 enfants hospitalisés en 2010/2011. Soccorso Clown participe en 2011 à la fondation de la Fédération européenne des organisations de clowns hospitaliers (European Federation of Hospital Clown Organizations - EFHCO).
En 2006, Vladimir crée le spectacle Strange Games, qu'il joue dans divers festivals internationaux, dont Édimbourg et Avignon.
En 2007, Vladimir et une équipe de Soccorso Clown introduisent la profession de clown hospitalier en Russie. Le projet pilote est présenté à Moscou dans des services d'oncologie, de radiologie pédiatrique, d'endocrinologie et de neurochirurgie.

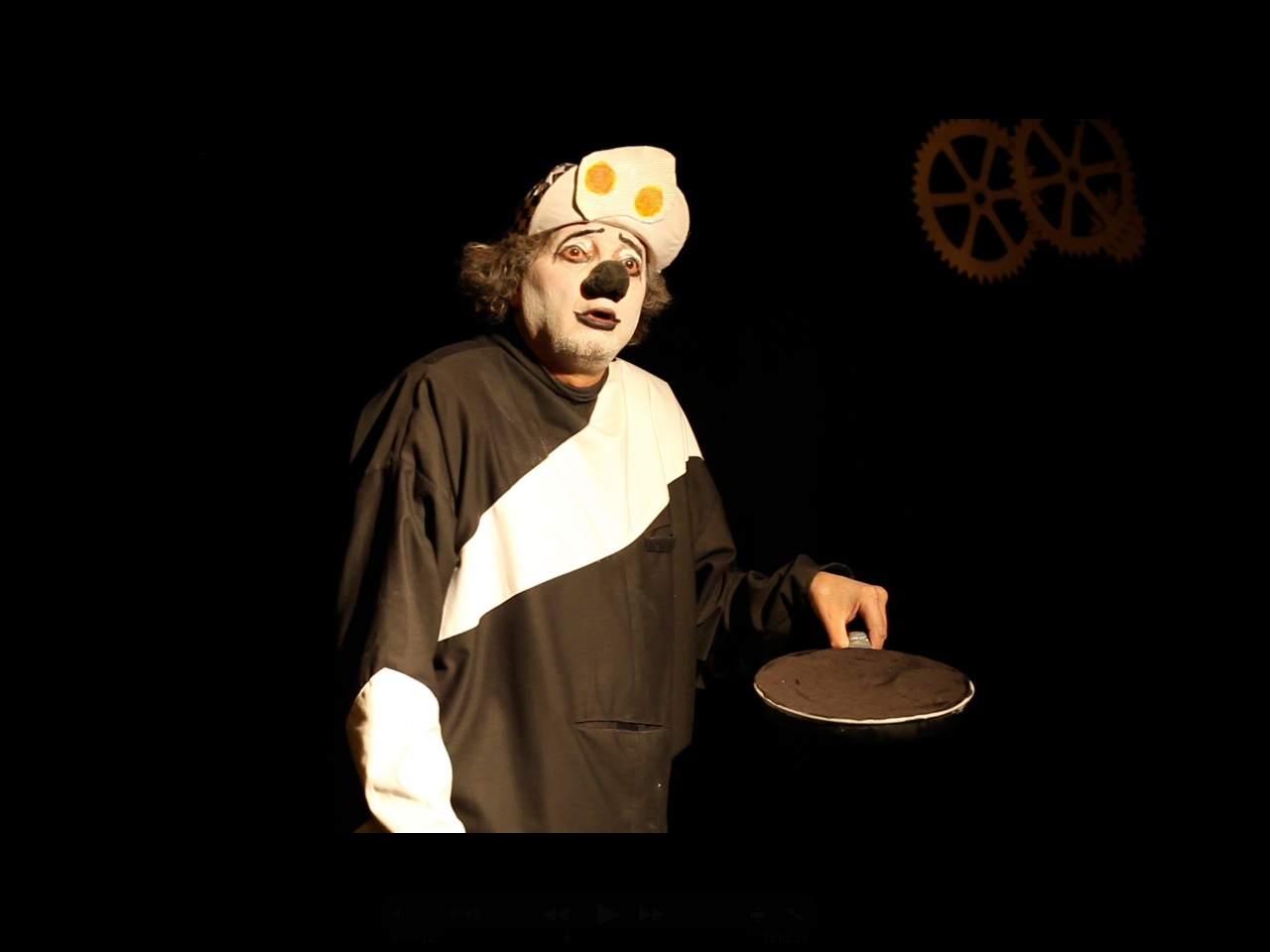
The Path of a Clown, New York, 2011

En 2010, il crée Vice Versa Visual Theatre avec le spectacle The Path of a Clown, qu'il présente à Madrid en Espagne, ainsi qu'ailleurs en Espagne, Italie et aux États-Unis.
Actuellement, Vladimir Olshansky vit et travaille à Rome en Italie. Il continue à donner des formations de « clown-acteur ».

## Distinctions
- Prix Franco Enriquez, Italie, 2010[11]
- Bénédiction spéciale par le pape Jean-Paul II, 1999[12]
- Prix humanitaire Raoul Wallenberg, New York, USA